# Conistra rufa
Conistra rufa là một loài bướm đêm trong họ Noctuidae.